# Nangong
Koordinaten: 37° 22′ N, 115° 23′ O
Nangong (chinesisch 南宮市 / 南宫市, Pinyin Nángōng Shì) ist eine chinesische kreisfreie Stadt der bezirksfreien Stadt Xingtai in der Provinz Hebei. Sie hat eine Fläche von 856,5 km² und zählt 469.030 Einwohner (Stand: Zensus 2010).

## Administrative Gliederung
Auf Gemeindeebene setzt sich die Stadt aus vier Straßenvierteln, sechs Großgemeinden und fünf Gemeinden zusammen. 